# Wilka Schließtechnik

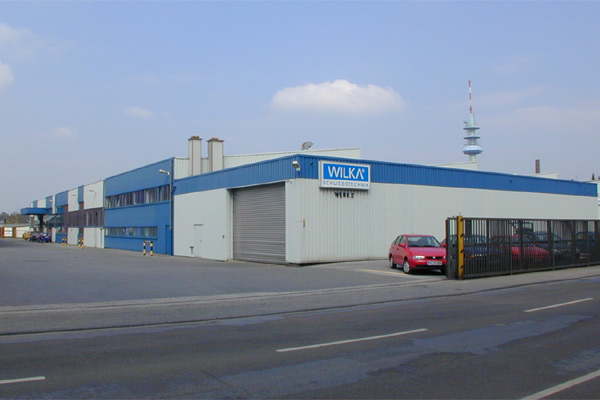
Wilka in Velbert

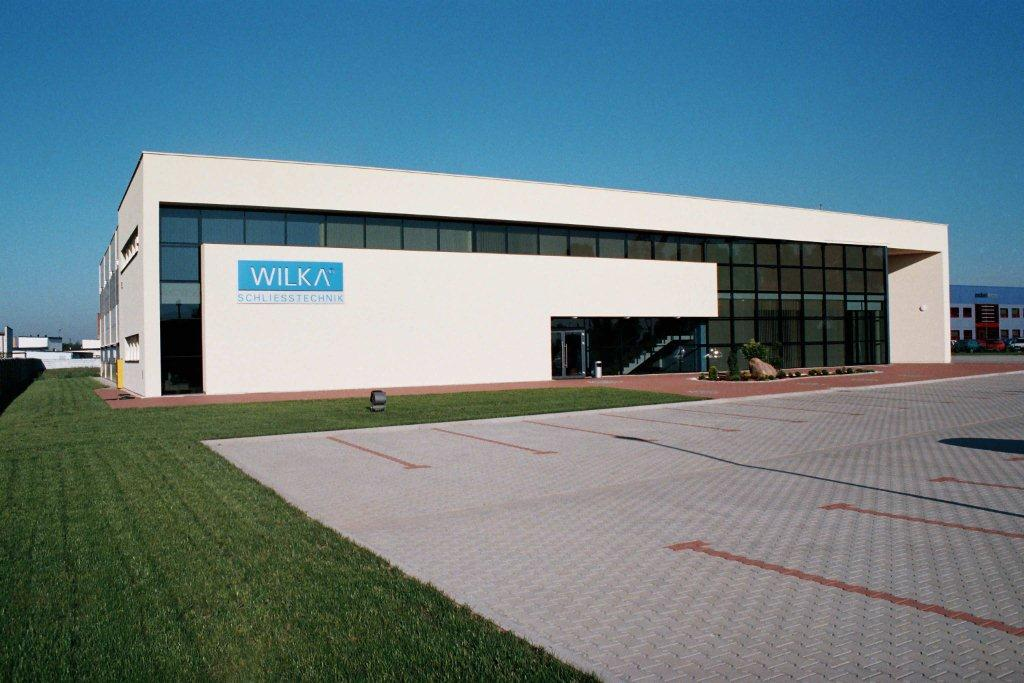
Wilka Polska in Leszno

Die WILKA Schließtechnik GmbH ist ein Familienunternehmen der Schloss- und Beschlagindustrie mit Sitz in Velbert in Nordrhein-Westfalen.
Das Unternehmen wurde 1865 unter dem Namen des Inhabers Wilhelm Karrenberg gegründet und umfasste zunächst die Herstellung von Möbelschlössern. Im Laufe der Jahrzehnte wurde dies um weitere Produkte der Schließtechnik erweitert.
Aus der späteren Wilhelm Karrenberg KG ging 1990 die heutige Wilka Schließtechnik GmbH hervor, die rund 300 Mitarbeiter am Standort Velbert beschäftigt. Der Jahresumsatz beträgt über 35 Millionen Euro.
Wilka hat mehrere Patente in dem Bereich der Schließtechnik.

## Geschichte
Wilhelm Karrenberg gründete 1865 eine Firma unter eigenem Namen. Zunächst bestand die Produktionsstätte nur aus einer Schmiede für die Produktion von Möbelschlössern. In Zusammenarbeit mit seinen drei Söhnen Julius, August und Ernst Karrenberg wurde die Produktpalette des Unternehmens auf Schlösser für Innen- und Außentüren erweitert. Einzelne dieser Schlösser sind heute im Deutschen Schloss- und Beschlägemuseum in Velbert ausgestellt. Ab 1894 exportierte Wilhelm Karrenberg die ersten Schlösser. 1901 erfolgte der erste Handelsregistereintrag des Unternehmens als Offene Handelsgesellschaft (oHG). Im Jahr 1902 erhielt die Firma anlässlich einer Industrieausstellung eine Medaille „für gute Leistungen in Türschlössern aller Art“.
Durch gestiegene Anforderungen an die Sicherheit im Bereich der Schließtechnik wurden einfache Türschlösser, die direkt mit einem Buntbartschlüssel zu betätigen sind, durch eine Kombination aus Schloss und dazugehörigem Schließzylinder abgelöst. Heutzutage nutzt man die ursprünglichen Buntbartschlösser hauptsächlich für den Innentürbereich. Das Unternehmen Wilhelm Karrenberg nahm 1923 die Produktion der ersten Schließzylinder auf. Erstmals wurde unter dem Warenzeichen Wilka produziert. Das Unternehmen firmierte in die „Wilhelm Karrenberg KG“ (1928) um.
Während des Zweiten Weltkrieges wurde die Produktion fortgeführt. Ab 1952 war die Entwicklung der ersten Profilzylinder des Unternehmens abgeschlossen, deren Fertigung wurde aufgenommen. Wilka meldete mehrere Patente an und war das erste Unternehmen, das dauerhaft ein komplettes Zylinderprogramm mit sechs Sperrstiften herstellte. Das Schlüsselprofil ist unter dem Namen „WILKA“ markenrechtlich geschützt.
Ab den 1960er Jahren wurden in der Produktion Bandmontagen eingesetzt und Prozesse automatisiert. Ein weiteres Standbein der Firma war ab 1975 die Produktion von Rohrrahmenschlössern. Im Jahr 1980 erfolgte die Installation einer EDV-Anlage.
1990 entschlossen sich die Gesellschafter der Wilhelm Karrenberg KG das Unternehmen erneut umzufirmieren und gründeten die Wilka Schließtechnik GmbH.
Ein zweites Werk wurde 1993 an der Stelle der früheren Schmiede des Firmengründers Wilhelm Karrenberg eröffnet.
Die erste Zertifizierung nach DIN EN ISO 9001 erfolgte 1996.
Wilka präsentierte 1996 den ersten mechatronischen Schließzylinder.
2001 gründete Wilka das erste Tochterunternehmen im Ausland, die Wilka Polska Sp.z o.o. im polnischen Leszno und baute 2006 ein eigenes Werk. Dort erfolgen seitdem sowohl die Produktion für die osteuropäischen Märkte wie auch Montagearbeiten für das Stammwerk in Velbert.
Wilka entwickelte Verschlusslösungen für den Fluchttürbereich sowie für Sicherheitsanforderungen an den Personenschutz und legte ein neues Programm für den Rohrrahmenbereich nach EN-Normen auf.
Das Unternehmen befindet sich bis heute im Familienbesitz und wird seit dem 1. Mai 2016 in der sechsten Generation von Robert Schlieper geführt.
Wilka unterstützt die Fördergemeinschaft des Deutschen Schloss- und Beschlägemuseums in Velbert und das Hochschulinstitut für Schließ- und Sicherungstechnik der Bergischen Universität Wuppertal.

## Produkte
- Schlösser

Die Produktpalette umfasst Schlösser für den Holz- und Rohrrahmenbereich, Möbel- und Kastenschlösser.
- Fluchttürsysteme

Anti-Panik-Schlösser, Gegenkästen mit und ohne E-Öffner-Funktion, Lösungen für vollautomatisierte Türen
- Schließzylinder

Schließzylinder im konventionellen und im Wendeschlüsselbereich als Einzelschließungen und Schließanlagen. Speziallösungen wie z. B. Sicherheitszylinder, Kundenprofile sowie Anti-Panik- und Anti-Amok-Zylinder.
- Elektronik

elektronische Zutrittssysteme und -kontrollen mit Knaufzylindern, Motor- und Anti-Panik-Zylindern und Zutritts-Software